# 11.22.63
11.22.63 (22 ноября 63-го) — американский мини-сериал, снятый по мотивам научно-фантастического романа американского писателя Стивена Кинга «11/22/63». Главную роль в сериале исполнил Джеймс Франко. Исполнительными продюсерами шоу выступили Дж. Дж. Абрамс, Стивен Кинг, Бриджет Карпентер и Брайан Бёрк. Премьера восьмисерийного сериала состоялась 15 февраля 2016 года на Hulu.

## Описание
Джейку Эппингу, простому учителю английского языка, предоставляется возможность совершить путешествие назад во времени — в 1960-й год и попытаться предотвратить убийство Кеннеди, однако при этом он не подозревает, что само время противится переменам. К тому же главный герой с течением времени привязывается к жизни в прошлом.

## В ролях
| Актёр           | Роль                           |
| --------------- | ------------------------------ |
| Джеймс Франко   | Джейк Эппинг / Джеймс Амберсон |
| Крис Купер      | Эл Темплтон                    |
| Черри Джонс     | Маргарита Освальд              |
| Сара Гадон      | Сейди Данхилл                  |
| Люси Фрай       | Марина Освальд                 |
| Джордж Маккей   | Билл Теркотт                   |
| Дэниел Уэббер   | Ли Харви Освальд               |
| Кристофер Фиппс | Джон Кеннеди                   |
| Леон Риппи      | Гарри Даннинг                  |
| Т. Р. Найт      | Джонни Клейтон                 |
| Бруклин Судано  | Кристи                         |
| Джош Дюамель    | Фрэнк Даннинг                  |
| Кевин О’Коннор  | «желтая карточка»              |
| Ник Сирси       | Дек Симмонс                    |
| Тоня Пинкинс    | Мими Коркоран                  |
| Гил Беллоуз     | агент ФБР Хости                |
| Констанс Тауэрс | старая Сейди                   |

## Производство

### Разработка
12 августа 2011 года (ещё до выхода книги) было объявлено, что Джонатан Демми прикрепил себя к планируемой экранизации романа «11/22/63» в качестве сценариста, продюсера и режиссёра; Стивен Кинг получил пост исполнительного продюсера. Однако 6 декабря 2012 года Демми объявил, что покинул проект из-за разногласий с Кингом насчёт того, что из романа включать в сценарий.
26 апреля 2013 года стало известно, что Warner Bros. Television и компания Дж. Дж. Абрамса Bad Robot Productions вели переговоры о правах на экранизацию романа в качестве телесериала или мини-сериала. 22 сентября 2014 года было объявлено, что мини-сериал на основе книги был заказан Hulu. Кэрол Спайер стала художником-постановщиком шоу. Первый трейлер сериала был выпущен 19 ноября 2015 года.

### Кастинг
Джеймс Франко был выбран на главную роль Джейка Эппинга, а Сара Гадон получила роль Сейди Данхилл.

### Съёмки
Съёмки начались 9 июня 2015 года в Хеспелере, Онтарио. Июньские съёмки также проходили в городе Гуэлф, деревни Эйр и Королевской Таверне в Онтарио; в сентябре 2015 года съёмки проходили в Гамильтоне, Онтарио. В начале октября производство сериала переместилось в Даллас, чтобы запечатлеть экстерьер в районе Дили Плаза. Из-за перекрытия улиц в час пик для съёмок возникла автомобильная пробка на близлежащих улицах.

## Список эпизодов
| № | Название                                                                | Режиссёр         | Автор сценария                    | Дата премьеры   |
| --- | ----------------------------------------------------------------------- | ---------------- | --------------------------------- | --------------- |
| 1 | «Кроличья нора» «The Rabbit Hole»                                       | Кевин Макдональд | Бриджет Карпентер                 | 15 февраля 2016 |
| Владелец кафе Эл Темплтон раскрывает своему другу, учителю Джейку Эппингу, тайну временного портала, находящегося у него в подсобном помещении, в октябрь 1960 года. Умирающий от рака Эл просит Джейка совершить путешествие во времени в 1960 год и предотвратить убийство Кеннеди. Название эпизода является отсылкой к главе Вниз по кроличьей норе из произведения Льюиса Кэрролла «Алиса в Стране чудес». |                                                                         |                  |                                   |                 |
| 2 | «Бойня» «The Kill Floor»                                                | Фред Туа         | Квинтон Пиплз                     | 22 февраля 2016 |
| Джейк начинает новую жизнь в 1960-м и принимается за расследование убийства Кеннеди. Он проверяет возможность изменения прошлого, пытаясь предотвратить убийство семьи одного из своих будущих студентов. |                                                                         |                  |                                   |                 |
| 3 | «Другие голоса, другие комнаты» «Other Voices, Other Rooms»             | Джеймс Стронг    | Брайан Нельсон                    | 29 февраля 2016 |
| С помощью Билла Тёркотта Джейк переезжает в Форт-Уэрт и получает работу в местной школе маленького городка Джоди, где заводит знакомство с новой библиотекаршей Сейди Данхилл. Джейк и Билл ведут слежку за Харви Освальдом, который совсем недавно вернулся из СССР. Название эпизода является отсылкой к роману «Другие голоса, другие комнаты» Трумена Капоте. |                                                                         |                  |                                   |                 |
| 4 | «Очи Техаса» «The Eyes of Texas»                                        | Фред Туа         | Квинтон Пиплз и Бриджетт Уилсон   | 7 марта 2016    |
| Освальд тренируется в сборке снайперской винтовки и делает фотографию с нею. Джейк и Билл следят за Освальдом и Джорджем в отеле Shamrock, но дела идут наперекосяк. К Сейди приезжает её муж Джонни, отказывающийся подписать бумаги для развода. Сейди рассказывает Джейку о своём прошлом и склонности Джонни к агрессии, Джейк угрозами и унижениями заставляет Джонни подписать бумаги. Мисс Мими вступает в конфликт c Джейком из-за его вымышленного имени, Джейк придумывает ложную историю для прикрытия. Сейди находит записи Освальда в доме Джейка. The Eyes of Texas является своего рода гимном двух техасских университетов в Остине и Эль Пасо. |                                                                         |                  |                                   |                 |
| 5 | «Истина» «The Truth»                                                    | Джеймс Франко    | Бриджет Карпентер                 | 14 марта 2016   |
| Джейк и Билл приготовились раскрыть, стрелял ли Освальд в генерала Уокера в одиночку. Однако вмешивается Время, отвлекая Билла миражом его сестры. Тем временем Джонни требует, чтобы Джейк пришёл домой к Сейди, где он взял её в заложники и изуродовал. Джейк и Сейди ослепляют и убивают Джонни. Позже в госпитале Джейк раскрывает Сейди всю правду о себе, кто он такой и откуда, и признаётся ей в любви. |                                                                         |                  |                                   |                 |
| 6 | «С днём рождения, Ли Харви Освальд» «Happy Birthday, Lee Harvey Oswald» | Джон Дэвид Коулз | Бриджет Карпентер                 | 21 марта 2016   |
| Джейк продолжает свою миссию, но вскоре события начинают развиваться не так, как Джейк хотел. Непредвиденное сближение Билла и Марины приводит к тому, что на юбилейной вечеринке Освальда пьяный Билл раскрывает юбиляру нахождение одного из микрофонов. Тот правда думает, что всё это проделки ФБР, тем не менее Джейк вынужден изолировать вышедшего из-под контроля Билла в психбольнице. В больнице, где Сейди ждёт пластической операции, Джейк видит подозрительного незнакомца, ранее встреченного им у портала, и едва успевает отменить операцию, так как у врачей сломался аппарат искусственного дыхания. Сейди остаётся со шрамом на щеке, а на Джейка нападают букмекеры, недовольные его недавним выигрышем, и жестоко избивают. |                                                                         |                  |                                   |                 |
| 7 | «Рисковый парень» «Soldier Boy»                                         | Джеймс Кент      | Бриджет Карпентер и Квинтон Пиплз | 28 марта 2016   |
| Из-за побоев Джейк частично теряет память, что приводит к трагедии. Во-первых, он забыл, как зовут убийцу Кеннеди, а во-вторых, пока Джейк лежал в больнице, Билл из-за лечения в психушке сошёл с ума по-настоящему и покончил с собой. Тем временем Освальд приходит с письмом в ФБР и закатывает там скандал. Сейди возит Джейка по знакомым ему местам и вскоре они случайно попадают в гости к Освальду. Вспомнив, кто его цель, Джейк снова возвращается к своей миссии. Сначала он пытается украсть винтовку Освальда, но уже поздно, тот уже отправился в Техасское книгохранилище, мимо которого предстоит проехать президентскому кортежу. Джейк и Сейди спешат туда. Soldier Boy — сленговое выражение обозначающее того, кто ставит себя самонадеянно в опасную ситуацию, не имея плана выхода из неё. |                                                                         |                  |                                   |                 |
| 8 | «Тот самый день» «The Day in Question»                                  | Джеймс Стронг    | Бриджет Карпентер                 | 4 апреля 2016   |
| Президентский кортеж приближается, Джейк и Сейди спешат в книгохранилище, но прошлое не желает меняться. На их пути возникают внезапно сломавшиеся машины, аварии, миражи погибших людей, но вот Джейк и Сейди настигают Освальда и как раз вовремя. Отвлекшись, тот промахивается и машина с Кеннеди благополучно проезжает мимо. Между Джейком и Освальдом происходит яростная схватка, в ходе которой Джейк убивает Освальда, но во время драки шальной пулей смертельно ранена Сейди. Джейка арестовывает ФБР, но разобравшись, что случилось, а также, когда на месте сбылись несколько сделанных Джейком предсказаний, агент Хости позволяет Джейку, которого по телефону поблагодарил сам президент, уехать. Джейк снова приезжает в Мэн, проходит в портал и попадает в Америку, разрушенную атомной войной, спровоцированной нерешительностью Кеннеди и безумием сменившего его расиста Джорджа Уоллеса, который отдал приказ о ядерной бомбардировке столицы Вьетнама Ханоя. Зная, что путешествие в прошлое сбросит все изменения, Джейк снова отправляется в 1960 год, но только, чтобы после короткой встречи с Сейди снова вернуться в то настоящее, из которого он прибыл. Позже он находит постаревшую, но благополучно прожившую всё это время Сейди, которая считает, что была знакома с ним прежде. Сериал заканчивается танцем Джейка и Сейди под музыку 1960-х годов. |                                                                         |                  |                                   |                 |

## Награды
| Награда         | Категория             | Номинант | Итог   | Пр.    |
| --------------- | --------------------- | -------- | ------ | ------ |
| Премия "Сатурн" | Лучшая телепостановка | 11.22.63 | Победа | [ 16 ] |